# Зьрудла (Куявсько-Поморське воєводство)
Зьрудла (пол. Źródła, нім. Quellhof) — село в Польщі, у гміні Тлухово Ліпновського повіту Куявсько-Поморського воєводства.
Населення — 191 особа (2011).
У 1975-1998 роках село належало до Влоцлавського воєводства.

## Демографія
Демографічна структура станом на 31 березня 2011 року:
|          | Загалом | Допрацездатний вік | Працездатний вік | Постпрацездатний вік |
| -------- | ------- | ------------------ | ---------------- | -------------------- |
| Чоловіки | 89      | 24                 | 60               | 5                    |
| Жінки    | 102     | 26                 | 59               | 17                   |
| Разом    | 191     | 50                 | 119              | 22                   |